# Slovakiens herrlandslag i fotboll
Slovakiens herrlandslag i fotboll spelade sin första match den 27 augusti 1939 i Bratislava, och vann med 2–0 mot Tyskland. Man representerade den så kallade Slovakiska republiken, som var en officiellt självständig stat som bildades ur Tjeckoslovakien 1939 och existerade fram till 1945, och i praktiken klassats som tysk satellitstat. Man spelade under andra världskriget flera landskamper fram till 1944. 1945 återskapades Tjeckoslovakien. Inför Tjeckoslovakiens upplösning 1993 spelade man i juni-juli 1992 matcher i Shanghai mot Folkrepubliken Kina och Rumänien.
I kvalet till VM 2010 lyckades Slovakien för första gången kvalificera sig för en stor turnering (VM eller EM) efter att ha vunnit sin grupp som innehöll Slovenien, Nordirland, Tjeckien, Polen och San Marino. Sista matchen spelades mot Polen på bortaplan. Matchen spelades i en stor snöstorm och Slovakien segrade med 1-0.
Under VM mötte man Nya Zeeland, Paraguay och regerande mästarna Italien. Slovakiens lag räckte till åttondelsfinal där dock blivande finalisterna Nederländerna stoppade dem. Första matchen blev bara 1–1 mot Nya Zeeland och då såg det mörkt ut. Efter 0–2-förlusten mot Paraguay sågs man chanslös mot Italien. Slovakerna kunde ändå med playmakern Róbert Vittek spela strålande och vinna med 3–2. För övrigt gjorde Vittek 3 mål under gruppspelet, 1 mot Nya Zeeland samt två mot Italien. Åttondelsfinalen förlorade man mot Nederländerna med 1–2. Vittek gjorde även mål här, men det räckte bara till ett tröstmål då målet kom i den sista minuten på straff.
Slovakien nådde sitt första europamästerskap som självständig nation 2015, när man hamnade tvåa i sin kvalgrupp, innehållandes Spanien, Ukraina, Litauen, Belarus och Luxemburg. Andraplatsen, bakom Spanien, innebar att man direktkvalificerade sig till EM 2016 i Frankrike. Väl under EM 2016 nådde Slovakien som längst åttondelsfinalen där man blev utslagna mot Tyskland med resultatet 0-3.

## Nuvarande trupp
Följande spelare är uttagna till Nations League-matcherna mot Sverige och Estland den 16 respektive 19 november 2024.
Antalet landskamper och mål är korrekta per den 16 november 2024 efter matchen mot Sverige.
| Nr | Pos. | Namn              | Födelsedatum (ålder) | Matcher | Mål |               | Klubb                 |  |
| -- | ---- | ----------------- | -------------------- | ------- | --- | ------------- | --------------------- |  |
|    | MV   | Martin Dúbravka   | 15 januari 1989      | 50      | 0   | England       | Newcastle United      |  |
|    | MV   | Marek Rodák       | 13 december 1996     | 23      | 0   | Saudiarabien  | Al-Ettifaq            |  |
|    | MV   | Dominik Greif     | 6 april 1997         | 4       | 0   | Spanien       | Mallorca              |  |
|    |      |                   |                      |         |     |               |                       |  |
|    | F    | Peter Pekarík     | 30 oktober 1986      | 134     | 2   | Slovakien     | Žilina                |  |
|    | F    | Milan Škriniar    | 11 februari 1995     | 77      | 3   | Frankrike     | Paris Saint-Germain   |  |
|    | F    | Dávid Hancko      | 13 december 1997     | 47      | 5   | Nederländerna | Feyenoord             |  |
|    | F    | Norbert Gyömbér   | 3 juli 1992          | 45      | 0   | Saudiarabien  | Al-Kholood            |  |
|    | F    | Ľubomír Šatka     | 2 december 1995      | 34      | 1   | Turkiet       | Samsunspor            |  |
|    | F    | Denis Vavro       | 10 april 1996        | 27      | 2   | Tyskland      | VfL Wolfsburg         |  |
|    | F    | Adam Obert        | 23 augusti 2002      | 10      | 0   | Italien       | Cagliari              |  |
|    | F    | Samuel Kozlovský  | 19 november 1999     | 1       | 0   | Polen         | Widzew Łódź           |  |
|    | F    | Peter Kováčik     | 1 december 2001      | 0       | 0   | Polen         | Jagiellonia Białystok |  |
|    | F    | Ivan Mesík        | 1 juni 2001          | 0       | 0   | Nederländerna | Heracles Almelo       |  |
|    |      |                   |                      |         |     |               |                       |  |
|    | MF   | Ondrej Duda       | 5 december 1994      | 81      | 15  | Italien       | Hellas Verona         |  |
|    | MF   | Stanislav Lobotka | 25 november 1994     | 64      | 4   | Italien       | Napoli                |  |
|    | MF   | Patrik Hrošovský  | 22 april 1992        | 56      | 0   | Belgien       | Genk                  |  |
|    | MF   | Matúš Bero        | 6 september 1995     | 35      | 1   | Tyskland      | VfL Bochum            |  |
|    | MF   | László Bénes      | 9 september 1997     | 29      | 2   | Tyskland      | Union Berlin          |  |
|    | MF   | Tomáš Rigo        | 3 juli 2002          | 4       | 1   | Tjeckien      | Baník Ostrava         |  |
|    | MF   | Christián Herc    | 30 september 1998    | 4       | 0   | Slovakien     | Dunajská Streda       |  |
|    |      |                   |                      |         |     |               |                       |  |
|    | A    | Róbert Boženík    | 18 november 1999     | 47      | 7   | Portugal      | Boavista              |  |
|    | A    | Tomáš Suslov      | 7 juni 2002          | 37      | 4   | Italien       | Hellas Verona         |  |
|    | A    | David Strelec     | 4 april 2001         | 27      | 6   | Slovakien     | Slovan Bratislava     |  |
|    | A    | Ivan Schranz      | 13 september 1993    | 27      | 6   | Tjeckien      | Slavia Prag           |  |
|    | A    | Dávid Ďuriš       | 22 mars 1999         | 18      | 2   | Slovakien     | Žilina                |  |
|    | A    | Ľubomír Tupta     | 27 mars 1998         | 10      | 0   | Tjeckien      | Slovan Liberec        |  |
|    | A    | Leo Sauer         | 16 december 2005     | 3       | 0   | Nederländerna | NAC Breda             |  |

## Kända spelare
- Peter Dubovský †
- Marek Hamšík
- Miroslav Karhan
- Marián Masný
- Marek Mintál
- Ľubomír Moravčík
- Szilárd Németh
- Ján Popluhár †
- Stanislav Šesták
- Martin Škrtel
- Miroslav Stoch
- Stanislav Varga
- Róbert Vittek
- Vladimír Weiss
- Martin Dúbravka
- Milan Škriniar

## VM 2010 i Sydafrika - Grupp F

### Grupp F
| Nr | Lag         | S | V | O | F | GM | IM | MS | P |
| -- | ----------- | - | - | - | - | -- | -- | -- | - |
| 1  | Paraguay    | 3 | 1 | 2 | 0 | 3  | 1  | +2 | 5 |
| 2  | Slovakien   | 3 | 1 | 1 | 1 | 4  | 5  | −1 | 4 |
| 3  | Nya Zeeland | 3 | 0 | 3 | 0 | 2  | 2  | 0  | 3 |
| 4  | Italien     | 3 | 0 | 2 | 1 | 4  | 5  | −1 | 2 |

Slovakiens matcher
| Datum - Gruppspel | Möte                                                                                       |
| ----------------- | ------------------------------------------------------------------------------------------ |
| 15/6 13:30        | Nya Zeeland - Slovakien 1–1 - Róbert Vittek 50' Reid 93'                                   |
| 20/6 13:30        | Slovakien - Paraguay 0–2 - Vera 27' Riveros 85'                                            |
| 24/6 16:00        | Slovakien - Italien 3–2 - Vittek 25' Vittek 73' Di Natale 81' Kopúnek 89' Quagliarella 90' |

| Datum - Slutspel | Möte       |                                                                            |
| ---------------- | ---------- | -------------------------------------------------------------------------- |
| Åttondelsfinal   | 28/6 16:00 | Nederländerna - Slovakien 2–1 - Robben 18' Sneijder 84' Vittek 90+4' (STR) |